# Снафф 102
«Снафф 102» (исп. Snuff 102) —  фильм ужасов аргентинского режиссёра Мариано Перальта. На фильме стоит предупреждение «не рекомендуется».
В фильме представлены сцены убийств и насилия, жестокого обращения с беспомощными женщинами, в том числе с беременными. На протяжении всего фильма следует видеоряд, показывающий самые отвратительные формы надругательства над женщинами.

## Сюжет
Молодая журналистка делает репортаж про снафф. В новостях говорят, что за последнее время было совершено много убийств, жертвами которых были женщины 20-35 лет, в основном проститутки. Она собирает факты из разных источников и берёт интервью у кинокритика, который довольно подробно рассказывает ей об этом явлении. На протяжении всего фильма сменяют друг друга сцены насилия (цветные) и предыстории (чёрно-белые). В цветных сценах убийца истязает и убивает женщин с особой жестокостью. В чёрно-белых сценах мы видим, как эти женщины попали в этот кошмар. Одна из них беременная наркоманка, другая — порноактриса, третья — это та самая журналистка.
В самом начале фильма нам показывают сцены с истязанием и убийством животных и рассказывают определение снаффа, дальше начинается основной сюжет. Кинокритик делится с журналисткой своими наблюдениями. В цветных же сценах нам показывают натуралистично снятые истязания и убийства. Убийца поочерёдно убивает жертв, снимает это на камеру и нумерует записи. Первой из них присвоен номер 100, что говорит о том, что это далеко не первые его жертвы. Пытки и убийства отличаются крайней жестокостью, есть и отрезания пальцев, и удушение пакетом, и засовывание ножа, и выбивание зубов молотком.
Однако журналистке удаётся выбраться. После продолжительной погони убийца настигает её и готовится насиловать. Журналистка хватает камень и несколько раз бьёт убийцу по голове, а потом в истерике забивает его насмерть его же мачете.
Ближе к ночи журналистка выходит из леса на дорогу, где её подбирает случайно проезжавшая машина скорой помощи.

## Прокат
Мариано Перальта выпустил ограниченное издание DVD-R Snuff 102 в 2007 году. Фильм был переиздан на стандартном DVD, а также на VHS компанией Massacre Video в 2013 году.

## Отзывы
Режиссёр Перальта на премьере фильма на Международном кинофестивале в Мар-дель-Плата подвергся нападению со стороны нескольких возмущённых зрителей. Помимо этого, ряд зрителей во время просмотра почувствовали недомогание разной степени тяжести, включая сердечный приступ.
Шесть баллов из семи были присуждены автором портала  Independent Flicks Йоргеном Лундином, который отметил, что Snuff 102 был тревожным, с хорошими спецэффектами, операторской работой и саундтреком, которые успешно создали глубоко тревожную и жуткую атмосферу. Фильм был также высоко оценен Horror News и получил подзаголовок «Ад».
В то время как The Worldwide Celluloid Massacre признал, что фильм был напряжённым, веб-сайт, продолжая своё оценочное суждение, отмечал, что «это ни к чему не приводит» и что он страдает от неинтересного сюжета и «идиотских» попыток интеллектуальной провокации.  Snuff 102  вызвал неуважение у Soiled Sinema, которая резко раскритиковала актёрскую игру и назвала творение Перальта «ублюдочным беспорядком» и «скучным грёбаным фильмом».